# السمحة (عفرين)
سمحة  قرية سوريّة تتبع إداريّاً لمحافظة حلب منطقة عفرين ناحية مركز بلبل، بلغ تعداد سكانها 356 نسمة حسب التعداد السكاني لعام 2004.